# Côtes-d'Armor
Côtes-d'Armor este un departament în vestul Franței, situat în regiunea Bretania. Este unul dintre departamentele originale ale Franței create în urma Revoluției din 1790. Numele inițial era Côtes-du-Nord, dar a fost schimbat în anul 1990 în actuala denumire, ar mor însemnând mare în Limba bretonă). Numele are și o conotație istorică, amintind de provincia romană Armorica. Alături de Morbihan și Finistere este unul din departamentele cu o puternică influență din partea Culturii bretone, aici existând numeroase școli în care se predă această limbă.

## Localități selectate

### Prefectură
- Saint-Brieuc

### Sub-prefecturi
- Dinan
- Guingamp
- Lannion

## Diviziuni administrative
- 4 arondismente;
- 52 cantoane;
- 373 comune;